# Quina Jiménez
Joaquina Jiménez Sánchez, conocida como Quina Jiménez o Quinita (nacida el 28 de octubre de 1941), es una antigua bailarina de danza española, profesora de danza y artista española. Fue una de las profesoras de danza más destacadas de Almería y precursora del Conservatorio de Danza de Almería.

## Biografía
Quina Jiménez nació en Almería el 28 de octubre de 1941 y estudió en el Colegio Ave María, para luego continuar sus estudios en las Jesuitinas. En 1951 comenzó a bailar y estudiar danza mientras cursaba el bachillerato en Celia Viñas y trabajaba. En 1953 trabajó en una biblioteca, una librería y una consulta odontológica.

También dirigió la Asociación Alondra de Dupont junto a Mari Carmen Sánchez Paniagua, Lola Sánchez Herrera y Juan Pedro de Cóndor, una protectora de animales. Además, colaboró como voluntaria asistiendo en comedores sociales. 

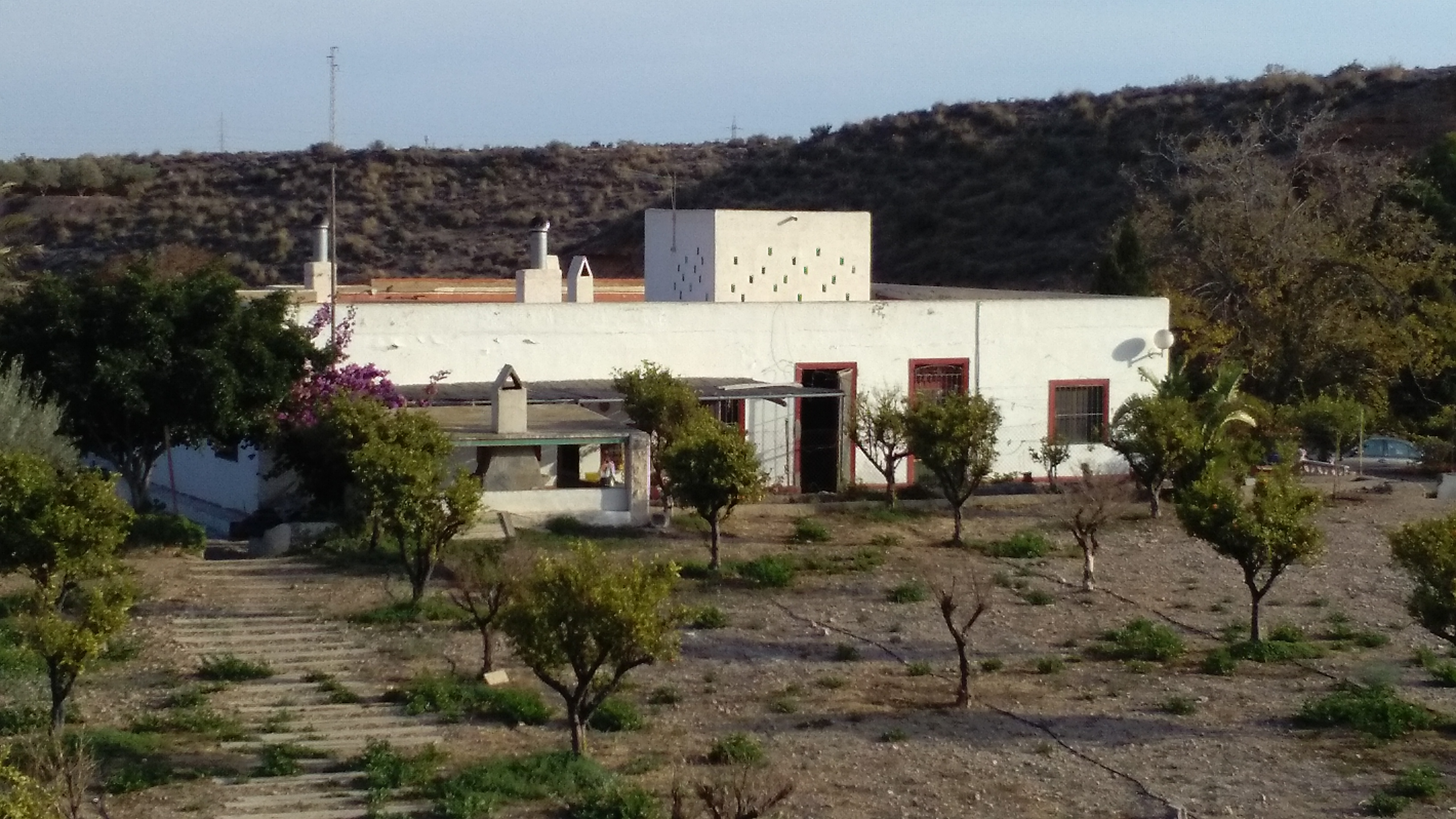
Cortijo propiedad de Quina

 Entre 1990 y 2000 compró un cortijo en Gádor, donde previamente a principios del siglo XX ocurrió el crimen de Gádor. 

## Trayectoria
Formó parte del grupo Coros y Danzas de Educación y Descanso, con el que ensayaba en el Teatro Apolo. En 1950 asumió la dirección de este grupo, que ganó un concurso nacional en el Estadio Santiago Bernabéu, junto a Marisol, presentado por Francisco Franco. El grupo apareció en un programa de televisión presentado por Antoñita Moreno, donde interpretaron la coreografía Si vas pa la mar, que representaba a pescadores de Almería.
En los años 1970 se trasladó a los conservatorios de Málaga y Murcia para obtener licenciaturas en danza clásica y danza española, respectivamente. Más tarde, se trasladó a Sevilla y Córdoba. La descubrieron los profesores Angelita y Pepe Payes, por lo que viajó a lo largo de Europa (Inglaterra, Francia y Alemania) y por todo el mundo (Alhucemas y Colombia), y colaboró con José Richoly y Pepe González.
En los años 1980 fundó una escuela de danza en la calle Padre Santaella, daba también clases en un edificio en la Rambla Obispo y en otros hogares, y posteriormente solicitó al ayuntamiento y diputación de Almería la apertura de un conservatorio. Este fue inaugurado en 1990, donde formó a importantes figuras durante más de 20 años, y se convirtió en la directora del mismo. En 1989 recibió el premio Bayyana por su dedicación a la danza.
El 7 de junio de 2017 Estudio de Danza Quina Jiménez asistió a un desfile de moda llamado "Mucho por vivir" en el Teatro Cervantes, que era sobre lencería y la moda de baño para visibilizar a las mujeres que han sufrido cáncer de mama. Tras su jubilación, estudió en la Universidad de Mayores.

## Reconocimientos
El 10 de noviembre de 2022 recibió el Premio a la Cultura por su impacto en la danza en España.

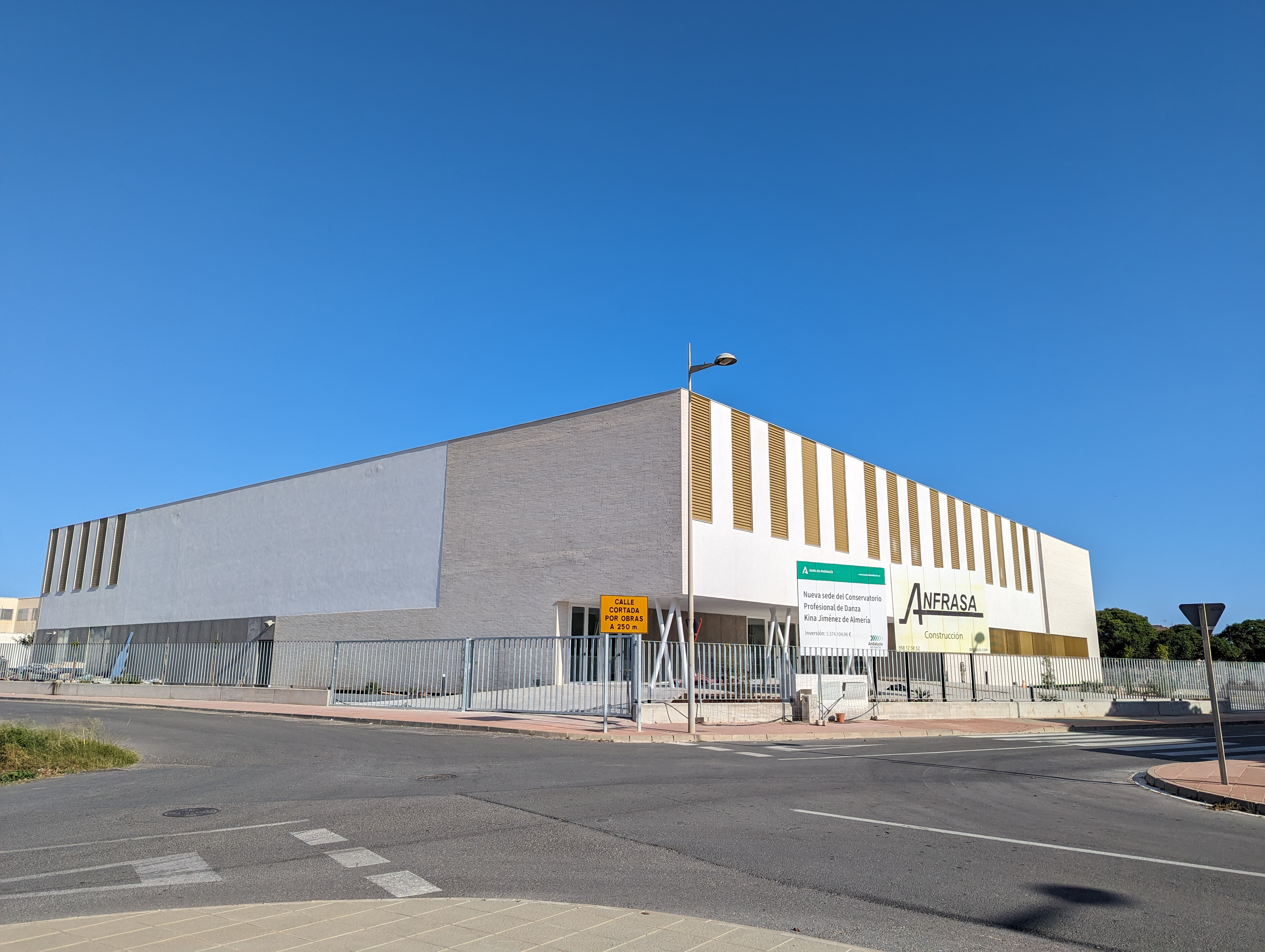
Conservatorio Profesional de Danza Kina Jiménez

El Conservatorio Profesional de Danza en Almería fue nombrado "Kina Jiménez" en su honor por su trabajo de que la danza fuera reconocida en España. Fue inaugurado el 15 de marzo de 2024 tras 20 años luchando para que se construyera la primera piedra, y se encuentra localizado en Nueva Almería, con 4,952 m² en los que cuenta con un auditorio, 20 aulas de danza, 2 aulas de música y una sala de maquillaje, con una capacidad para 420 estudiantes.